# Dusona polita
Dusona polita là một loài tò vò trong họ Ichneumonidae.